# شناسایی زندانیان در اردوگاه‌های کار اجباری نازی‌ها

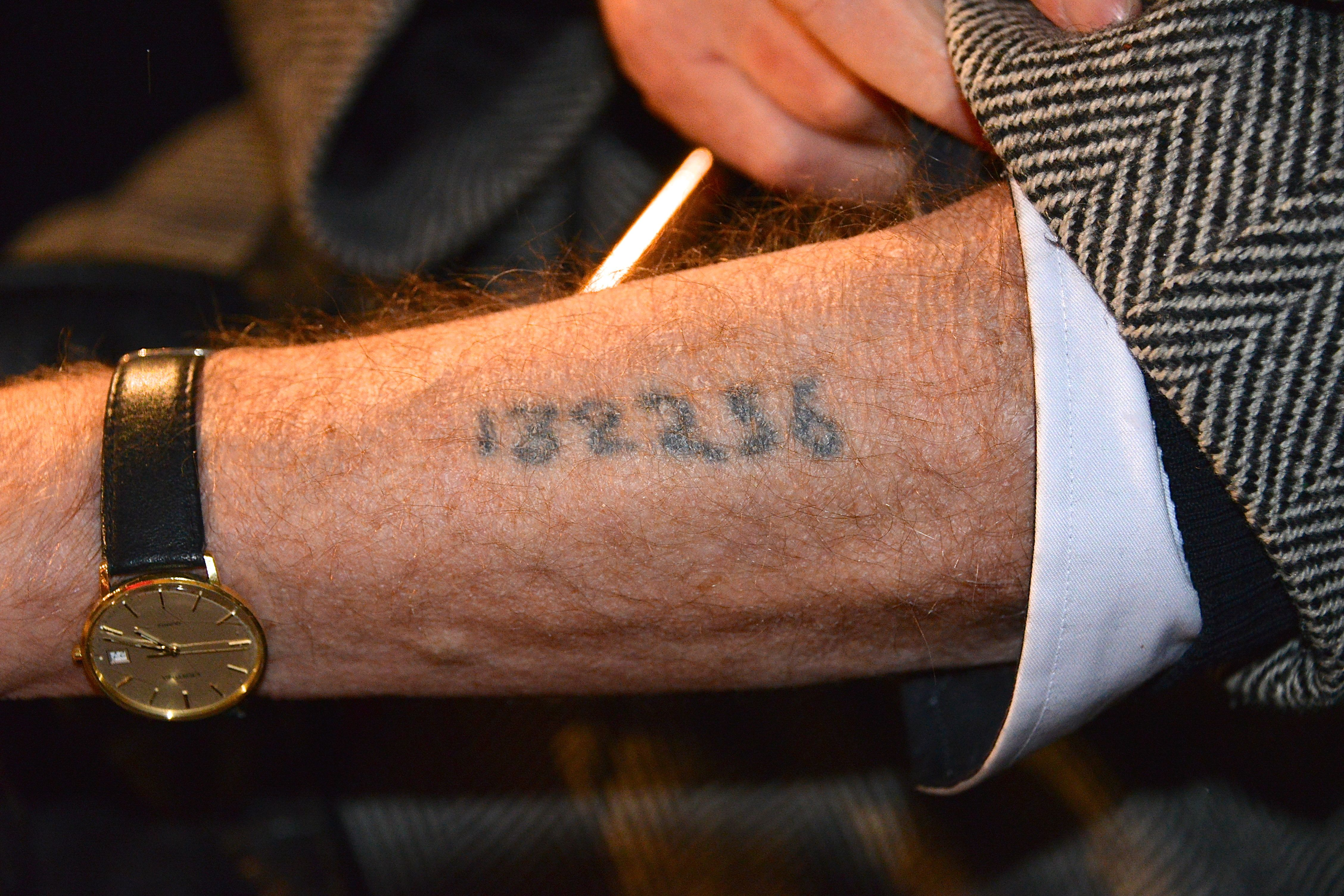
یک بازمانده هولوکاست در حال نمایش تاتوی شماره بازویش

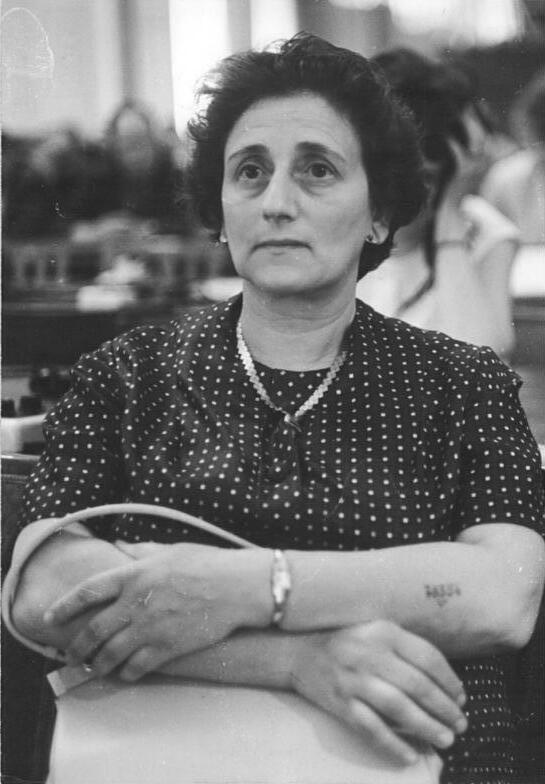
شماره خالکوبی قابل مشاهده بر روی بازوی بازمانده اردوگاه نازی

در اردوگاه‌های کار اجباری نازی، شناسایی زندانیان عمدتاً با شماره‌های شناسایی نوشته شده روی لباس یا بعدها کَندن آن بر روی پوست انجام می‌شد.
شیوه‌های تخصصی‌تر شناسایی در این اردوگاه‌ها با نشان‌های روی لباس و بازوبندها صورت می‌گرفت.

## شناسایی با شماره‌ها
در اردوگاه آشویتس یک روش مرسوم این بود که شماره شناسایی روی بازوی زندانیان خالکوبی شود. زندانیانی که مستقیماً به اتاق‌های گاز فرستاده می‌شدند، هیچ شماره‌ای دریافت نمی‌کردند. در ابتدا در اردوگاه آشویتس، شماره‌ها روی لباس‌ها دوخته می‌شدند. با افزایش نرخ مرگ و میر شناسایی اجساد دشوار شد؛ چرا که لباس‌ها از روی اجساد برداشته می‌شدند؛ بنابراین، پرسنل پزشکی شروع به نوشتن شماره‌ها با جوهر پاک نشدنی روی سینه اجساد کردند. این مشکل در سال ۱۹۴۱ با ورود انبوه اسرای جنگی شوروی افزایش یافت و چند هزار خالکوبی اوّل روی آن‌ها انجام شد. این کار با یک مهر ویژه دارای شماره‌های خالکوبی که از سوزن‌ها تشکیل شده بود، صورت می‌گرفت. خالکوبی در قسمت بالای سمت چپ سینه انجام می‌شد. در آغاز سال ۱۹۴۳ همین روش در اردوگاه بیرکناو نیز به کار گرفته شد.
در مارس ۱۹۴۲، زندانیان اردوگاه آشویتس ۲ (بیرکناو) شروع به دریافت شماره زندانی خالکوبی‌شده کردند. این خالکوبی با جوهر آبی توسط زندانیان ماهر در بخشی از فرایند پذیرش زندانی انجام می‌شد. شماره زندانی در قسمت داخلی یا خارجی اَرَش خالکوبی می‌شد. در سمت چپ شماره زندانی، یک حرف یا حرف‌هایی لاتین برای شناسایی سری‌های زندانیان خالکوبی می‌شد. حروف AU (مخفف آشویتس) برای شناسایی اسرای جنگی شوروی و حرف Z برای کولی‌ها (در آلمانی: Zigeuner) به کار می‌رفت. زندانیان یهودی معمولاً با یک مثلث در سمت چپ شماره مشخص می‌شدند.
از بهار سال ۱۹۴۳، تمام زندانیان در اردوگاه آشویتس، چه کسانی که پس از این تاریخ وارد شدند و چه زندانیان قدیمی که از پیش در محل بودند، خالکوبی شدند. تنها افراد ویژه‌ای که از داشتن خالکوبی شماره زندانی معاف شدند، زندانیان غیریهودی با تابعیت آلمانی بودند، و زندانیانی که به محل به منظور «تربیت مجدد» یا «تربیت برای کار» آمدند و در یک اردوگاه جداگانه نگهداری می‌شدند. در اردوگاه کار آشویتس - مونوویتز، زندانیان با شمارش زمان ورود به اردوگاه خالکوبی شدند.
در اردوگاه می‌یلتس که ابتدا یک اردوگاه کار بود و بعدها به اردوگاه تمرکز تبدیل شد، زندانیان کلمها KL (کلمها ابتدایی Konzentrationslager به آلمانی: «اردوگاه تمرکز») پس از تبدیل شدن اردوگاه خالکوبی شدند. کلمها بر بازوی اَرَش راست آن‌ها خالکوبی شد.

## شناسایی با نشان‌های پارچه‌ای
در اردوگاه‌های تمرکز در کشورهای اشغال‌شده توسط آلمان، از مثلث‌های معکوس رنگی برای نشان دادن دلیل زندانی شدن زندانیان استفاده می‌شد. این مثلث‌ها از پارچه ساخته شده بودند و بر روی کت و پیراهن زندانیان دوخته می‌شدند. این نشان‌های اجباری معانی خاصی داشتند که با رنگ و شکل آن‌ها مشخص می‌شد. رایج‌ترین برچسب‌ها عبارت بودند از:
- مثلث قرمز برای زندانیان سیاسی

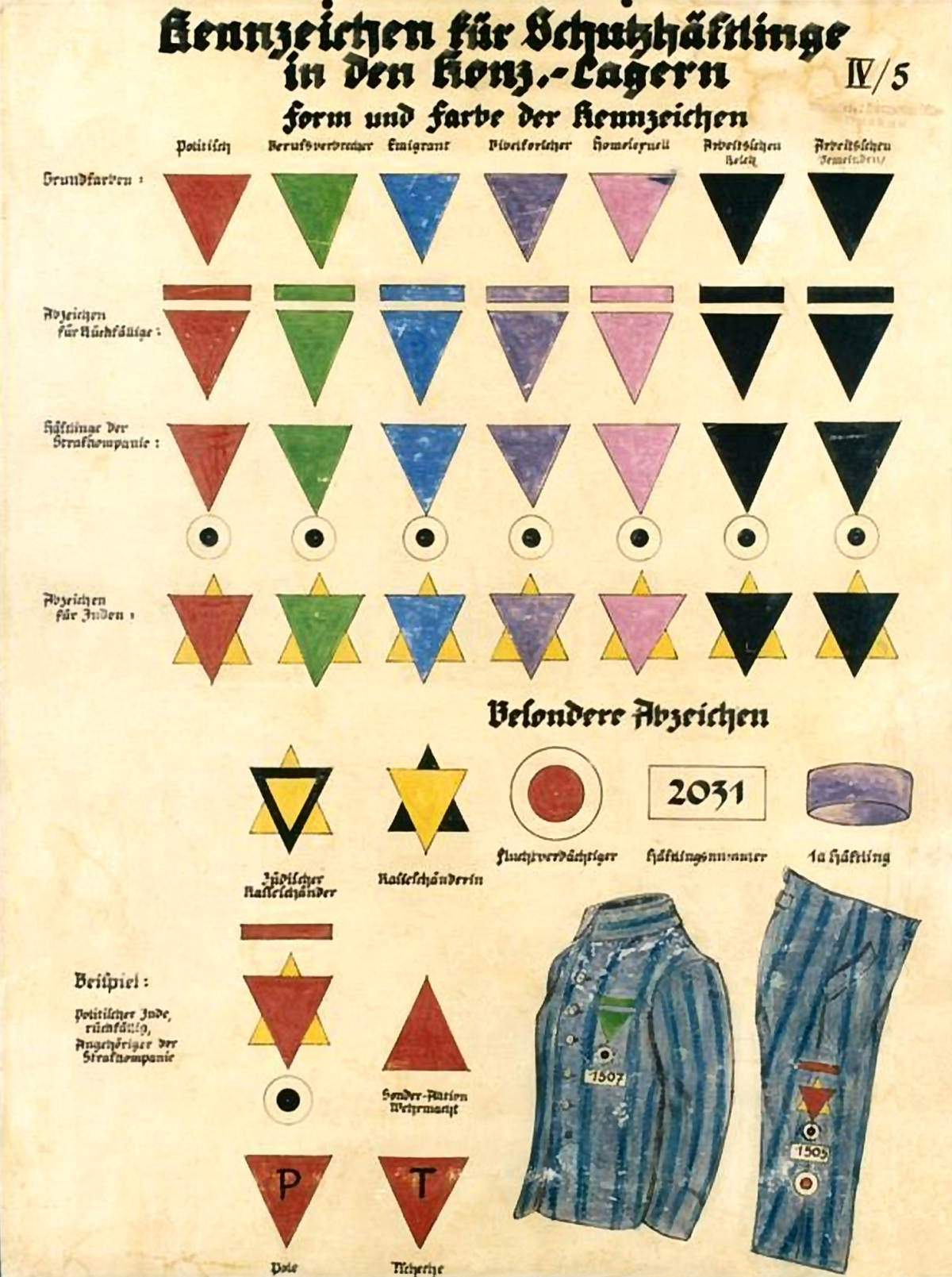
نشان‌های شناسنامه اردوگاه نازی در یک تصویر آلمانی در سال ۱۹۳۶ میلادی.

- مثلث سبز برای مجرمان عادی؛ قاتلان، دزدان، راهزنان، متقلبان و امثال آن‌ها که با این نشان مشخص می‌شدند.
- مثلث آبی برای مهاجران؛ همهٔ کسانی که پس از به قدرت رسیدن نازی‌ها، به دلایل سیاسی از آلمان خارج شده بودند و پس از مدّتی بازگشته بودند. همهٔ آن‌ها متهم به جاسوسی و براندازی بودند و در سال ۱۹۳۵ دستور داده شد تا در «اردوگاه‌های آموزشی» نگهداری شوند، جایی که بر اساس تصمیم گشتاپو از آن آزاد می‌شدند.
- مثلث صورتی برای همجنسگرایان و مجرمان جنسی.
- مثلث سیاه برای زندانیان «ضد اجتماعی»، از جمله کولی‌ها، عقب‌مانده‌های ذهنی، افراد گریزان از کار و مانند آن.

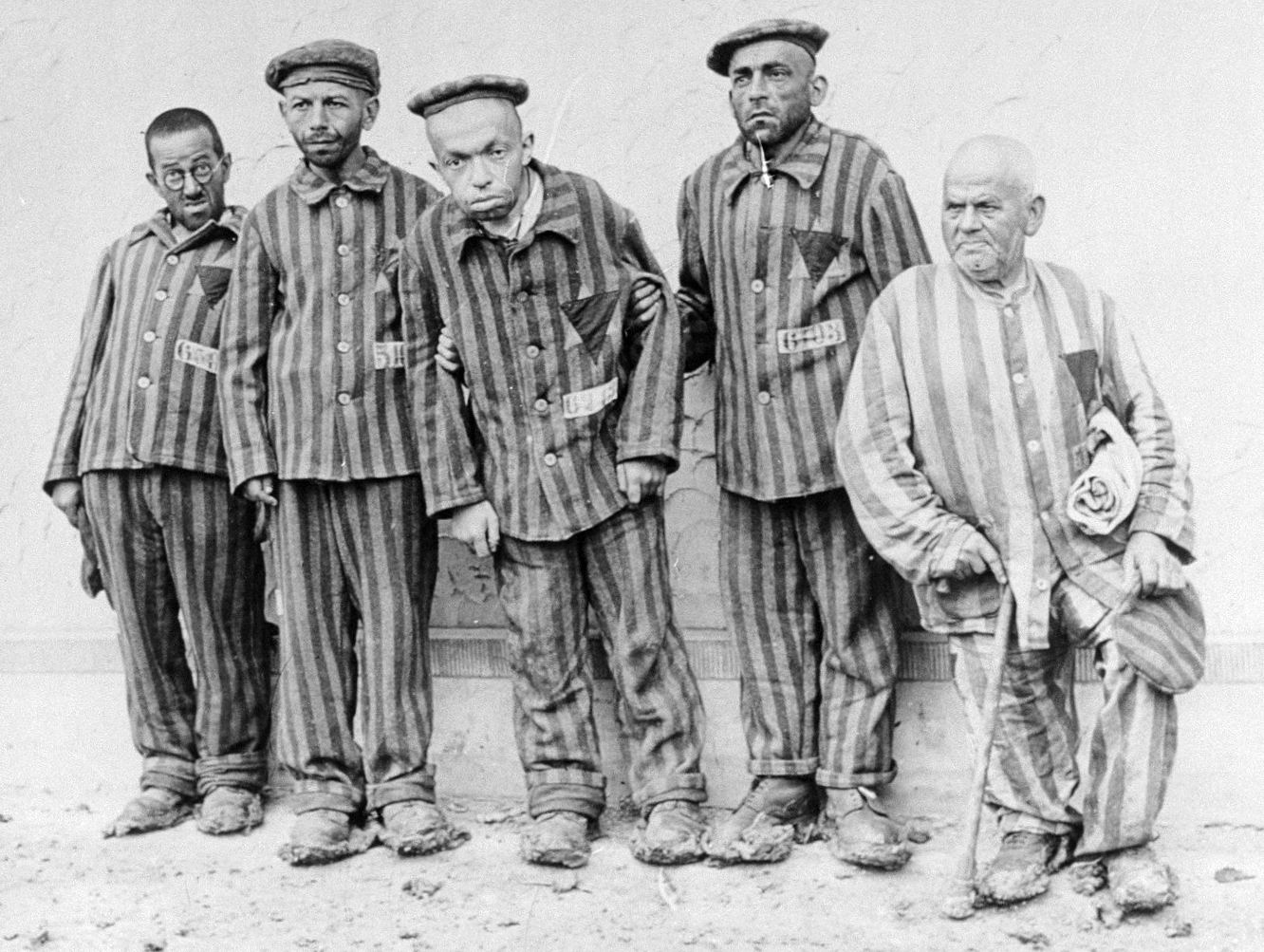
یهودیان عقب‌مانده ذهنی با نشان‌های پارچه‌ای مثلثی دوتایی: مثلث سیاه روی مثلث زرد به معنای «یهودیان غیراجتماعی». بوخنوالد، ۱۹۳۸ میلادی.

یهودیان با دو مثلث که روی هم قرار داشتند و شکل ستاره داوود را می‌ساختند، مشخص می‌شدند. مثلث پایینی که نوک آن رو به بالا بود، زرد رنگ بود و نشانگر یهودی بودن فرد بود، در حالی که مثلث بالایی که نوک آن رو به پایین بود، ماهیت زندانی را بر اساس لیست رنگ‌های مثلث‌ها مشخص می‌کرد. این نشانه‌گذاری برای یهودیان در اردوگاه آشویتس تا ۳۰ ژوئن ۱۹۴۴ میلادی رایج بود. از ۱ ژوئیه ۱۹۴۴ میلادی به بعد، زندانیان یهودی به همان شیوه‌ای که زندانیان غیریهودی نشانه‌گذاری می‌شدند، مشخص می‌شدند، با این تفاوت که یک نوار زرد موازی با لبهٔ بالایی مثلث به آن‌ها اضافه می‌شد. در میان آن‌ها زندانیانی نیز بودند که به دلیل «نژادآلودگی»، یعنی ارتباط یهودیان با آریایی‌ها، نشانه‌گذاری شده بودند.
برخی از زندانیان همچنین یک حرف لاتین بزرگ در مرکز مثلث به نشانهٔ وابستگی ملّی خود حمل می‌کردند؛ بنابراین، حرف B بلژیکی نشان می‌دهد، F - فرانسوی، N - هلندی و غیره.
سیستم این نشان‌ها تا حدودی در اردوگاه‌های مختلف متفاوت بود. چنین نشان‌هایی به نگهبانان کمک می‌کرد تا وظایف را به زندانیان محول کنند؛ به عنوان مثال، یک نگهبان با یک نگاه می‌توانست ببیند که آیا کسی یک مجرم محکوم (نشان سبز) است و در نتیجه احتمالاً دارای مزاجی «سخت» مناسب برای وظیفه کاپو است یا خیر. معمولاً کسی که نشان «مظنون به فرار» داشت را به گروه‌های کاری خارج از محوطه اردوگاه اختصاص نمی‌دادند. از کسی که نشان «F» داشت (زندانی سیاسی فرانسوی) می‌توانستند برای کمک به ترجمهٔ دستورهای شفاهی نگهبانان به قطاری از تازه‌واردان از فرانسه استفاده کنند.